# (5482) 1990 DX
(5482) 1990 DX là một tiểu hành tinh vành đai chính. Nó được phát hiện bởi Kenzo Suzuki và Takeshi Urata ở Toyota, Aichi, Nhật Bản, ngày 27 tháng 2 năm 1990.